# パスカリス2世 (ローマ教皇)
パスカリス2世（ラテン語: Paschalis II、? - 1118年1月21日）は、第160代ローマ教皇（在位：1099年 - 1118年）。
1099年、サンタ・マリア・デル・ポポロ教会を建てた。伝説によると、この場所には、ローマ皇帝ネロを埋葬するドミティウス氏族の霊廟があり、そこに生えていたクルミの木に悪魔が住みついていると人々に恐れられていた。パスカリス2世は、夢に現れた聖母マリアのお告げ通りにクルミの木を切り倒し、ネロの遺体を焼いて遺灰をテヴェレ川に流したところ、悪魔は現れなくなったという。その事を感謝して、パスカリス2世が市民に呼びかけ、聖母マリアに捧げる教会を建てたと言われる。 
また、カンタベリー大司教アンセルムスと聖職叙任権をめぐって対立していたイングランド国王ヘンリー1世が、聖職叙任権を認めることを求めた際に、これを拒否した。
1110年、聖職叙任権闘争の解決を図り、ローマ遠征を決行した神聖ローマ皇帝ハインリヒ5世に、1111年、皇帝が完全に教会の叙任権を放棄することと、教会が世俗的な土地、財産を返還する合意を結ばされた。
第1回十字軍の後の1113年、プロヴァンスのジェラール・ド・マルティギューに対して騎士修道会として正式な承認を与えた。これが中世ヨーロッパの三大騎士修道会の1つの聖ヨハネ騎士団である。